# 당신이 있으니까 (쿠라키 마이의 노래)
〈당신이 있으니까〉(일본어: あなたがいるから 아나타가이루카라[*])는 일본의 가수 쿠라키 마이의 배신 한정 싱글이다. 

## 해설
- 〈chance for you (cinema ver.)〉 이래로 2번째 배신 한정 싱글.
- 동일본 대지진의 구원 및 부흥의 자금을 할당하기 위한 곡으로 제작되었다. 수입금은 전액, 일본 적십자사를 통해서 동일본 대지진의 의연금으로 기부된다.
- 2011년 4월 11일부터 아이튠스 스토어에서 배포. 4월 20일부터 빙 기자 스튜디오 및 레코초루 우타에서도 배포를 시작했다. 현단계에서는 CD 발매 예정은 아니다.
- 2011년 8월 31일부터는 일본의 프로 피겨 스케이팅 아라카와 시즈카와의 컬레버레이션 영상 ‘아라카와 시즈카×쿠라키 마이 채리티 무비 〈당신이 있으니까 (Fantasy on Ice 2011)〉’의 배포를 개시. 또, 아라카와 시즈카와 쿠라키 마이의 음성 코멘트가 들어간 〈당신이 있으니까 (Fantasy on Ice 2011 ver.)〉도 같은 해의 9월 7일부터 배포가 개시되었다. 이것들에서 발생한 수익금도 전액, 동일본 대지진의 의연금으로 기부된다.
- 2011년 10월 22일에는 일본 부도관에서 개최된 “Mai Kuraki Premium Live One for all, Al for one”에 약 100명의 오케스트라와의 컬레버레이션에 의해서 피로되었다. 또, 2012년 1월 21일부터 3월 24일까지의 전국 투어로의 세트리스트에도 구성되었다.

## 수록곡
1. 당신이 있으니까(あなたがいるから) [3:04]
  - 작사: 쿠라키 마이, 모치즈키 유에, 작곡: 모치즈키 유에(Make Flow,Inc.), 편곡: 오노즈카 아키라(from DIMENSION)